# 派勒特鎮區 (北卡羅萊納州薩里縣)
派勒特鎮區（英語：Pilot Township）是位於美國北卡羅萊納州薩里縣的一個鎮區。

## 地方資料
派勒特鎮區的面積為59.82平方千米，皆為陸地。根據2020年美國人口普查的數據，當地共有人口4085人，而人口密度為每平方千米68.29人。